# Gennadi Andrejewitsch Sapunow
Gennadi Andrejewitsch Sapunow, russisch Геннадий Андреевич Сапунов, (* 5. Dezember 1938; † 30. August 2023) war ein sowjetischer Ringer und -trainer. Er war Weltmeister von 1963 und 1965 und Europameister 1967 im griechisch-römischen Stil im Feder- bzw. Leichtgewicht.

## Werdegang
Gennadi Sapunow begann als Jugendlicher mit dem Ringen. Er war Angehöriger der Sportorganisation „Spartak“ und entwickelte sich zu einem hervorragenden Ringer im griechisch-römischen Stil. Er gehörte bereits im Juniorenbereich zu den besten sowjetischen Ringern in diesem Stil. Internationale Meisterschaften fanden aber zu seinen Zeiten im Juniorenbereich noch nicht statt. Vom damaligen sowjetischen Cheftrainer Below bestens vorbereitet, erschien Gennadi Sapunow erstmals als Starter der Sowjetunion im Federgewicht bei der Weltmeisterschaft 1963 in Helsingborg.
In Helsingborg erzielte er zunächst vier Siege und stand im Finale dem dreifachen Silbermedaillengewinner bei Olympischen Spielen und mehrfachen Weltmeister Imre Polyák aus Ungarn gegenüber. Es gelang ihm gegen diesen routinierten Ringer unentschieden zu ringen. Ein Ergebnis, das ihm zum Gewinn des Weltmeistertitels reichte.
Die Teilnahme an den Olympischen Spielen 1964 in Tokio verpasste Gennadi Sapunow, weil er bei der sowjetischen Qualifikation an Roman Rurua scheiterte. Interessanterweise scheiterte Roman Rurua im Kampf um die olympische Goldmedaille im Federgewicht an Imre Polyak, der bei seinem vierten Start endlich Olympiasieger wurde.
1965 kam Gennadi Sapunow ganz kurzfristig zu einem Start bei der Weltmeisterschaft in Tampere. Er war eigentlich als Ersatzmann für das Federgewicht vorgesehen. Der sowjetische Starter im Leichtgewicht Dawid Gwandseladse verletzte sich aber im Abschlusstraining, so dass kurzfristig Gennadi Sapunow einspringen musste. Aus dieser Situation machte er das Beste, denn er wurde, obwohl er einige Gewichtsnachteile gegenüber seinen Konkurrenten hatte, Weltmeister im Leichtgewicht. Ausschlaggebend für diesen Triumph war ein Unentschieden im letzten Kampf gegen Stevan Horvat aus Jugoslawien.
Vor dieser Weltmeisterschaft war Gennadi Sapunow mit der sowjetischen Nationalmannschaft zu zwei Länderkämpfen in der Bundesrepublik Deutschland. Er stand dabei in Dortmund und Ludwigshafen am Rhein im Federgewicht jeweils dem Stuttgarter Berthold Oßwald von der TSVgg Stuttgart-Münster 1875/99 gegenüber, den er jeweils nach Punkten besiegte.
1966 startete Gennadi Sapunow bei der Weltmeisterschaft in Toledo/USA erstmals als voller Leichtgewichtler. Er kämpfte sich dort wieder bis in das Finale durch, unterlag jedoch gegen Stevan Horvat nach Punkten und wurde dadurch  Vize-Weltmeister. Bei der Europameisterschaft 1967 in Minsk besiegte er u. a. die beiden deutschen Starter Klaus Pohl aus Halle und Franz Schmitt aus Mainz. Ein Unentschieden im Endkampf gegen Eero Tapio aus Finnland reichte ihm in Minsk zum Titelgewinn. Bei der Weltmeisterschaft 1967 war er nicht am Start.
Bei den Olympischen Spielen 1968 in Mexiko-Stadt strebte Gennadi Sapunow den Olympiasieg an. In seinen ersten drei Kämpfen hatte er es mit sehr schweren Gegnern zu tun. Er konnte diese Kämpfe gegen Stevan Horvat, Jan Karlsson aus Schweden und Vítězslav Mácha aus der CSSR gewinnen und war schon auf dem besten Wege zum großen Erfolg. In der vierten Runde wurde er aber überraschend von Klaus Pohl besiegt. Demotiviert unterlag er dann auch noch dem Griechen Petros Galaktopoulos und landete dadurch auf dem für ihn enttäuschenden 6. Platz.
Nach diesen Olympischen Spielen beendete Gennadi Sapunow seine internationale Ringerlaufbahn. Er schloss ein Sportstudium ab und wurde Ringertrainer. Ab Mitte der 1970er Jahre war er Cheftrainer der sowjetischen Nationalmannschaft der Ringer im griechisch-römischen Stil. Er blieb dies bis zum Ende der Sowjetunion und heimste mit seinen Ringern große Erfolge ein. Sein Wissen und Können war in der ganzen Welt gefragt. Er war deshalb lange Jahre Trainer in der Türkei, dann wieder für viele Jahre Cheftrainer in Russland. Ab Dezember 2007 war er, obwohl bereits fast 70 Jahre alt, Cheftrainer der weißrussischen Nationalmannschaft der Ringer im griechisch-römischen Stil.

## Internationale Erfolge
(OS = Olympische Spiele, WM = Weltmeisterschaft, EM = Europameisterschaft, GR = griech.-röm. Stil, Fe = Federgewicht, Le = Leichtgewicht, damals bis 63 kg bzw. 70 kg Körpergewicht)
- 1962, 1. Platz, Internationales Turnier in Budapest, GR, Fe, vor Imre Gutman, Ungarn u. Ulson, Schweden;
- 1963, 1. Platz, WM in Helsingborg, GR, Fe, mit Siegen über Bobby Douglas, USA, Vojtech Toth, ČSSR, Yoshizumi Iwamoto, Japan u. Paavo Laukkanen, Finnland und einem Unentschieden gegen Imre Polyák, Ungarn;
- 1965, 2. Platz, „Iwan-Poddubny“-Turnier in Moskau, GR, Le, hinter Nikoforow u. vor Roman Rurua, bde. UdSSR;
- 1965, 1. Platz, WM in Tampere, GR, Le, mit Siegen über Jan Adamaszek, Polen, Eero Tapio, Finnland, Age Barlie, Norwegen, Rasoul Mirmalek, Iran u. einem Unentschieden gegen Stevan Horvat, Jugoslawien;
- 1966, 2. Platz, WM in Toledo, GR, Le, mit Siegen über Fareid Mohmoud el Sheribim, Ägypten, Kim Ik-Jong, Nordkorea, Dragomir Raitschew, Bulgarien u. Muneji Munemura, Japan u. einer Niederlage gegen Stevan Horvat;
- 1967, 1. Platz, EM in Minsk, GR, Le, mit Siegen über Peter Hermann, Schweiz, Klaus Pohl, DDR, Piero Bellotti, Italien u. Franz Schmitt (Ringer), BRD u. einem Unentschieden gegen Eero Tapio;
- 1967, 1. Platz, Vorolympische Spiele in Mexiko-Stadt, GR, Le, vor Dragomir Raitschew, Klaus Pohl u. Eero Tapio;
- 1968, 6. Platz, OS in Mexiko-Stadt, GR, Le, mit Siegen über Stevan Horvat, Jan Karlsson, Schweden u. Vítězslav Mácha, ČSSR u. Niederlagen gegen Klaus Pohl und Petros Galaktopoulos, Griechenland